# N271 (België)
De N271 is een gewestweg in België tussen Genepiën (N5) en Terhulpen (N275). De weg heeft een lengte van ongeveer 16 kilometer.
De gehele weg bestaat uit twee rijstroken in beide rijrichtingen samen.

## Plaatsen langs N271
- Genepiën
- Glabais
- Maransart
- Lasne
- Ohain
- Genval
- Terhulpen